# Medium (sèrie de televisió)
Medium és una sèrie de televisió estatunidenca, de drama de procediment sobrenatural nord-americà creada per Glenn Gordon Caron que es va emetre originalment a la NBC durant cinc temporades des del 3 de gener de 2005 a l'1 de juny de 2009 i a la CBS durant dues temporades més des del 25 de setembre de 2009 fins al 21 de gener de 2011. Versà sobre una dona, Allison DuBois (Patricia Arquette) que treballa a Phoenix com a mèdium i assessora del fiscal general de l'estat d'Arizona i del comtat de Mariposa. La protagonista, té la capacitat psíquica de contactar amb les persones mortes que l'ajuden a resoldre els casos en què s'han vist involucrats.

## Sinopsi
Allison Dubois (Patricia Arquette) és mare de tres nenes i exemplar esposa de Joe Dubois (Jake Weber) brillant enginyer aeroespacial, que té un do molt especial; té somnis premonitoris. Això la porta a ser contractada pel fiscal Manuel Devalos (Miguel Sandoval), inicialment per assessorar sobre la idoneïtat dels membres del jurat, però donades les seves capacitats, acaba convertint-se en una peça clau a l'hora de resoldre crims, desaparicions...
Les seves tres filles també han heretat algun dels seus dons, així que Joe Dubois ha de tenir molta paciència per tal d'entendre les dones de la seva família.

## Repartiment
| Intèrpret                   | Personatge           | Notes                                     |
| --------------------------- | -------------------- | ----------------------------------------- |
| Patricia Arquette           | Allison DuBois       |                                           |
| Jake Weber                  | Joe DuBois           | Marit d'Allison                           |
| Miguel Sandoval             | Manuel Devalos       | Fiscal general de l'estat i cap d'Allison |
| Sofia Vassilieva            | Ariel DuBois         | Filla gran d'Allison                      |
| Maria Lark                  | Bridgette DuBois     | Filla mitjana d'Allison                   |
| David Cubitt                | Detectiu Lee Scanlon | Company de feina d'Allsion                |
| Madison i Miranda Carabello | Marie DuBois         | Filla petita d'Allison                    |